# Osvaldo
Osvaldo Lourenço Filho dit Osvaldo, né le 11 avril 1987 à Fortaleza, est un footballeur international brésilien qui évolue au poste d'attaquant au São Paulo FC.

## Biographie

### En club
Le 24 janvier 2012, Osvaldo a signé un contrat avec le São Paulo FC. Le 18 janvier 2015, Osvaldo a signé avec Al-Ahli Jeddah pour un contrat de trois ans,.

### En équipe nationale
Il a fait ses débuts avec l'équipe du Brésil le 6 avril 2013 lors de la victoire 4–0 contre la Bolivie, en tant que remplaçant de Neymar.

## Palmarès
- Champion de l'État du Ceará en 2007 et 2008 avec Fortaleza
- Champion des Émirats arabes unis en 2009 avec Al-Ahli
- Champion de l'État du Ceará en 2011 avec le Ceará SC
- Vainqueur de la Copa Sudamericana en 2012 avec le São Paulo FC